# Геронтофилия
Геронтофилията е патологично сексуално влечение към възрастни хора. Думата произлиза от гръцки език: Γερός, което означава „стар човек“ и φιλιά, което означава връзката между двама души „приятелство“. Привличането към по-възрастните хора може да произхожда от интелигентността, опита и спокойствието им, което ги кара да бъдат в състояние да слушат другите. Подобно на други парафилии, геронтофилията може да бъде свързана с избягването на интимност с лице на същата възраст.
Тя трябва да се различава от алфамегамията (привличане към по-възрастен мъж) и анилилагнията (привличане към по-стара жена).